# Æthelflæd af Damerham
Æthelflæd, kendt som Æthelflæd af Damerham for at skelne hende fra andre kvinder med samme navn, var kong Edmund 1. af Englands anden hustru og dronning dronning 944-946. 
Æthelflæd var en datter af ealdorman Ælfgar, som sandsynligvis var ealdorman af Essex. Hendes mors navn er ikke registreret. Hun havde mindst en bror, hvis navn ikke er kendt, og mindst en søster ved navn Ælfflæd (død ca. 1002). Ælfflæd var gift med Byrhtnoth, der sandsynligvis efterfulgte hustruens far som ealdorman af Essex.  Byrhtnoth blev dræbt i Slaget ved Maldon i 991. Æthelflæd og Ælfflæd var Ælfgars arvinger ved hans død, som indtraf imellem 946 og 951 baseret på dateringen af hans testamente (S1483) 
Æthelflæd giftede sig med Edmund i 944 efter hans første hustru, Ælfgifu af Shaftesbury, mor de senere konger Edwy og Edgar, døde. Der kendes ikke til nogen børn fra dette ægteskab. Edmund blev dræbt i 946 og efterlod Æthelflæd som en velhavende enke.  Dokumenter fra Ely Cathedral, som hun, hendes søster og hendes svoger var generøse velgørere for, siger, at hun derefter giftede sig med en ealdorman ved navn Æthelstan.  Der var flere ealdormen af dette navn under Edmunds bror og efterfølger, Edred, og det virker mest sandsynligt, at Æthelflæd giftede sig med den mand, der også var kendt som Æthelstan af Rota , selvom det også er muligt, at hun giftede sig med Æthelstan Halvkonge. 
Æthelflæds testamente er blevet bevaret, S1494, og dette dokument, og dermed hendes død, er dateret til mellem 962, mest sandsynligt 975, og 991. Ud over gaver til Ely, blev også Glastonbury, Canterbury, Bury og familieklosteret Stoke-by-Nayland begunstiget i testamentet. 